# Austin Nichols (attore)
Austin Don Nichols (Ann Arbor, 24 aprile 1980) è un attore statunitense.

## Biografia
Atleta affermato nello sci nautico e membro della squadra nazionale statunitense, durante gli studi superiori, dopo aver subito un serio infortunio alla spalla che ne compromise la carriera, si avvicina al mondo della recitazione.
La sua prima apparizione cinematografica di rilievo è nel ruolo di J.D. in The Day After Tomorrow - L'alba del giorno dopo di Roland Emmerich del 2004.
A questo film seguirà l'interpretazione di Jake Hammond in Wimbledon, tennista antipatico e sbruffone che si contende la finale del Torneo di Wimbledon con Peter Colt interpretato da Paul Bettany. Per questa parte sosterrà lunghi stage con alcuni grandi campioni del passato, come Pat Cash.
È apparso nella sesta stagione della serie televisiva One Tree Hill nel ruolo di Julian Baker, per poi avere il ruolo regolare fino alla nona e ultima stagione.
Nel 2008, appare nel video di Will.i.am Yes We Can in supporto alla campagna presidenziale di Obama, a fianco di numerose celebrità.
Nel febbraio 2012 si è lasciato con l'attrice Sophia Bush dopo 6 anni di fidanzamento. Nel 2013 è iniziata la sua relazione con l'attrice Chloe Bennet, conclusasi nell'estate del 2017. 

## Filmografia

### Cinema
- I piccoli eroi del west (Durango Kids), regia di Ashton Root (1999)
- Holiday in the Sun, regia di Steve Purcell (2001)
- The Utopian Society, regia di John P. Aguirre (2003)
- The Day After Tomorrow - L'alba del giorno dopo (The Day After Tomorrow), regia di Roland Emmerich (2004)
- Wimbledon, regia di Richard Loncraine (2004)
- Glory Road, regia di James Gartner (2006)
- Lenexa, 1 Mile, regia di Jason Wiles (2006)
- Thanks to Gravity, regia di Jessica Kavana (2006)
- La casa degli Usher (The House of Usher), regia di Hayley Cloake (2006)
- The Informers - Vite oltre il limite (The Informers), regia di Gregor Jordan (2008)
- Unthinkable, regia di Gregor Jordan (2010)
- Beautiful Boy, regia di Shawn Ku (2010)
- LOL - Pazza del mio migliore amico (LOL), regia di Lisa Azuelos (2012)
- Parkland, regia di Peter Landesman (2013)
- The Iron Orchard, regia di Ty Roberts (2018)
- Masquerade, regia di Shane Dax Taylor (2021)
- So cosa hai fatto (I Know What You Did Last Summer), regia di Jennifer Kaytin Robinson (2025)

### Televisione
- I viaggiatori (Sliders) – serie TV, episodio 5x04 (1999)
- Odd Man Out – serie TV, episodio 1x10 (1999)
- CSI - Scena del crimine (CSI: Crime Scene Investigation) – serie TV, episodio 1x20 (2001)
- In tribunale con Lynn (Family Law) – serie TV, episodio 3x06 (2001)
- Watching Ellie – serie TV, episodio 1x11 (2001)
- Wolf Lake – serie TV, episodio 1x09 (2002)
- Six Feet Under – serie TV, episodi 2x11-2x12 (2002)
- Pasadena – serie TV, 4 episodi (2002)
- She Spies – serie TV, episodio 1x19 (2003)
- 1/4life, regia di Edward Zwick – film TV (2005)
- Surface - Mistero dagli abissi (Surface) – serie TV, 4 episodi (2005-2006)
- CSI: Miami – serie TV, episodio 4x14 (2006)
- Deadwood – serie TV, episodi 3x08-3x09 (2006)
- John from Cincinnati – serie TV, 10 episodi (2007)
- Friday Night Lights – serie TV, episodi 2x07-2x08 (2007)
- One Tree Hill – serie TV, 71 episodi (2008-2012)
- Prayers for Bobby, regia di Russell Mulcahy – film TV (2009)
- The Mob Doctor – serie TV, episodi 1x11-1x12-1x13 (2012-2013)
- Ray Donovan – serie TV, 9 episodi (2013-2019)
- Agents of S.H.I.E.L.D. – serie TV, episodio 1x05 (2013)
- The Walking Dead – serie TV, 15 episodi (2015-2016)
- Bates Motel – serie TV, 5 episodi (2017)
- The Village – serie TV, episodi 1x09-1x10 (2019)
- Walker – serie TV, 8 episodi (2021)

## Doppiatori italiani
Nelle versioni in italiano delle opere in cui ha recitato, Austin Nichols è stato doppiato da:
- Marco Vivio ne I piccoli eroi del west, The Day After Tomorrow - L'alba del giorno dopo
- Davide Albano in Ray Donovan, Walker
- Francesco Bulckaen in CSI - Scena del crimine
- Alberto Caneva in Surface - Mistero dagli abissi
- Massimiliano Manfredi in Glory Road
- Fabrizio Manfredi in CSI: Miami
- Roberto Certomà in One Tree Hill
- David Chevalier in The Informers - Vite oltre il limite
- Riccardo Niseem Onorato in LOL - Pazza del mio migliore amico
- Andrea Mete in The Mob Doctor
- Francesco Meoni in Parkland
- Edoardo Stoppacciaro in Agents of S.H.I.E.L.D.
- Daniele Giuliani in The Walking Dead
- Stefano Alessandroni in Bates Motel